# Ludwig-Schuhmann-Schanze
Die Ludwig-Schuhmann-Schanze war eine Skisprungschanze in Pernink (Bärringen) im Erzgebirge in Tschechien.

## Geschichte
Der nach 1905 gegründete Wintersportverein Bärringen im Deutschen Turner-Bund bemühte sich schon frühzeitig um den Bau einer eigenen Skisprungschanze im böhmischen Teil des Erzgebirges. Im Winter 1921/22 fanden die ersten Wettkämpfe im Sprung- und Skilanglauf in Bärringen statt. Dazu wurde am Friedeberg die erste Sprungschanze errichtet, deren Schanzentisch oberhalb des Wölflinger Weges, westlich der Straße nach Salmthal, stand. Auf dieser Schanze wurden bereits Weiten von 30 bis 40 Metern erzielt und mehrere Wintersportfeste, so am 21. Januar 1923, durchgeführt.
1925/26 hatte der Wintersportverein Bärringen in der Nähe des Bahnhofs und des dort befindlichen Bogenviadukts der Bahnlinie Johanngeorgenstadt–Karlsbad im Fleischergründel einen neuen, geeigneten Bauplatz gefunden. Der Anlaufhang hatte die erforderliche Länge, zeigte nach Osten und war dadurch in einer Höhenlage von rund 900 m relativ schneesicher. Die für die damalige Zeit moderne Schanzenanlage erhielt einen 20 Meter hohen Anlaufturm aus Holz und wurde in Eigenleistung errichtet. Sie erhielt den Namen HDW-Schanze. Doch war auch diese Schanze letztendlich zu klein.
Durch finanzielle Förderung des Bärringer Laufmanns Ludwig Schuhmann entstand eine neue, größere Schanze, die im Winter 1934/35 feierlich eingeweiht wurde. Baumeister war der Bärringer Architekt Erich Meixner.
Max Meixner, Hans Renner und Rudolf Höhnl vollzogen auf dieser Schanze ihre ersten Sprünge, die sie zu späteren Ehren brachten.
Den Schanzenrekord von 35 Metern stellte Hans Schöniger aus Abertham auf.
Auch nach der Vertreibung der Deutschen aus der Tschechoslowakei nach Ende des Zweiten Weltkrieges wurde die Schanze, deren deutscher Name nunmehr nicht mehr verwendet wurde, weiter benutzt. Der K-Punkt wurde durch Anbauten (zum Beispiel ein 20 Meter hoher Anlaufturm) auf 60 Meter erweitert und zusätzlich ein Kampfrichterturm errichtet.
Zu Beginn der 1980er Jahre wurden die Sprungläufe auf der Schanze wegen Baufälligkeit der Holzkonstruktion eingestellt und nach 1982 die Schanzenanlage vollständig abgerissen. Der größtenteils unbewaldet gebliebene Sprunghang zeichnet sich noch heute deutlich im Gelände ab und wird teilweise als Abfahrtshang genutzt.